# ブグリマ
座標: 北緯54度32分11秒 東経52度47分51秒 / 北緯54.53639度 東経52.79750度

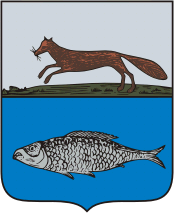
市の紋章

ブグリマ（ロシア語: Бугульма, Bugulma）、あるいはボゲルマ（タタール語: Бөгелмә, Bögelmä）は、ロシアのタタールスタン共和国南東部にある都市。人口は8万1677人（2021年）

## 地理
ウラル山脈西麓を流れるカマ川の支流、ザイ川（ロシア語: Зай; タタール語: Зәй, Zäy）とブグリミンカ川の合流点に位置する。共和国首都カザンからは南東へ333キロメートル。最寄りの都市は21km西にあるレニノゴルスクと33km南東にあるバヴルィ。
周囲はブグリマ＝ベレベーイ丘陵（Бугульми́нско-Белебе́евская возвы́шенность）と呼ばれる石灰岩と砂岩の丘陵地帯で、カルスト地形や鍾乳洞も多く、地下には石油が埋蔵されている。

## 歴史
ブグリマという村落の名は1736年の記録に初出し、その語源は古いタタール語で「川の湾曲部」を意味する語である。18世紀にはヨーロッパ・ロシア中央部からの農民や退役兵士らがこの地に入植し、農地を耕しながら、ヨーロッパ・ロシアからシベリアの新領土へ向かう道を防衛する役務を果たしていた。プガチョフの乱の際には、ツァーリの軍隊が農民反乱軍と戦うための基地となっていた。
1781年には市の地位を得て当初はウファ県の一部となり、1806年からはオレンブルク県の一部となった。大きな街であるウファやオレンブルク、カザンからの道路の便が良かったために、ブグリマは交易の場所となり、19世紀には定期市が立つ賑わいを見せた。1851年にはサマーラ県の一部になった。
20世紀初頭、ブグリマの人口は7,500人ほどであったが、20箇所ほどの工場が建ちその半数はレンガ工場であった。1911年には鉄道が通り1937年には空港も出来た。
20世紀半ばにはブグリマ周辺の各地で油田開発が盛んになり、ブグリマは石油産業の町として発達する。1979年の人口は80,500人に達した。

## 産業・交通
ブグリマは油田地帯の拠点都市であり、同時にタタールスタンの大手石油会社タトネフチ（Tatneft）が運営する石油生産研究所の所在地でもある。
石油産業のほかには機械工業が盛んであり、その中でも石油掘削関連の機械生産が中心となる。その他には食品、繊維、家具、陶器などの軽工業の工場もある。
ブグリマにはカザンとオレンブルクを結ぶ地方道R239が通り、北へ行くとアリメチエフスクやチストポリの町があり、南へ行くとバブルィでM5幹線道路に接続している。またブグリマは鉄道駅や空港もあるこの地方の交通の中心である。

## 関連する人物
- アルスー - 1983年ブグリマ生まれ、ロシアのポップス歌手
- ヤロスラフ・ハシェク - チェコの作家（1883年-1923年）、ロシア内戦中の1919年に軍人としてブグリマに滞在